# Black Rock Shooter
Black★Rock Shooter (ブラック★ロックシューター?) es una OVA japonesa del 2010 producida por Yutaka Yamamoto del estudio Ordet y dirigida por Shinobu Yoshioka. La OVA de 50 minutos está basada en la canción del mismo nombre por Supercell y su video musical acompañada con ilustraciones de Huke. Una "edición piloto" del anime fue lanzada en DVD y BD en septiembre de 2009 y la versión completa se publicó en DVD el 24 de julio de 2010, subtitulada en siete idiomas. 
En febrero de 2012 se emitió un anime basado en el personaje en el espacio televisivo noitaminA, en Fuji TV. Tras la OVA se han realizado dos mangas y un juego de PSP, cada uno en su propio universo diferente.

## Argumento
Black Rock Shooter comienza en el inicio del año escolar en el mes de abril. En su primer día de escuela secundaria, Mato Kuroi, se hace amiga de una chica llamada Yomi Takanashi quien recientemente se mudó a la ciudad. Mato, rápidamente se une al club de baloncesto, que incita a Yomi a unirse al club de voleibol ya que ambos clubes se practican al mismo tiempo en el gimnasio. Las dos pasan mucho tiempo juntas durante el año siguiente, y en una salida Mato le regala a Yomi un colgante para el móvil. En su segundo año de secundaria, acaban en clases diferentes, lo que reduce la cantidad de tiempo que pueden pasar juntas. Por otra parte, Yomi comienza a sentir celos de Yuu, secretaria del club de baloncesto que sí quedó en la clase de Mato y ese año comenzaron a compartir más.
Cuando Yomi aparentemente desaparece, Mato se preocupa por no presentarse a la escuela al día siguiente y por no responder a los mensajes de texto. Mato se deprime más cuando ella se entera de que Yomi ha sido reportada como desaparecida y es interrogada por dos detectives sobre su paradero. Un día, Mato recibe un mensaje de texto en blanco de Yomi y va a su lugar favorito en la ciudad donde se encuentra el colgante para el móvil que le regaló. El colgante comienza a brillar y es transportada a un mundo extraño donde se encuentra con su otro 'yo' del mundo paralelo, Black Rock Shooter. Como Mato intenta encontrar a Yomi, que se une con Black Rock Shooter y lucha contra Dead Master
, quien en realidad es el otro 'yo' de Yomi personificado. A medida que batallaban, Dead Master (quien en realidad es la alternativa Yomi) está a punto de caer a su muerte, Black Rock Shooter evita que Dead Master caiga, y la abraza, haciendo que el cuerpo de Yomi se libere de los sentimientos impuros que habían provocado la batalla entre estos dos personajes en el mundo paralelo. Los acontecimientos de su larga batalla están dispersos por todo el anime. Aún se desconoce en que terminará la aparentemente interminable batalla entre los personajes de este mundo alternativo.

## Personajes
Mato Kuroi (黒衣 マト Kuroi Mat?)
Seiyu: Kana Hanazawa
Una estudiante de instituto inocente e ingenua. Se hace amiga de Yomi Takanashi, aunque en el anime cuando trata de hacerse amiga de ésta, tarda más dado que Kagari no dejaba a Yomi tener otras amigas. En el anime ya era amiga de la infancia de Yuu.   Es buena jugando al baloncesto. 
Yomi Takanashi (小鳥遊 ヨミ Takanashi Yomi?)
Seiyu: Miyuki Sawashiro
Es una chica Se hace amiga de Mato al inicio del OVA (en el anime es diferente debido a que Kagari no la dejaba tener otras amigas aparte ella por lo que se tardó más) En el anime lleva gafas. Yomi se pone celosa al saber que Yuu es su mejor amiga.
Yuu Kotari (神足 ユウ Kotari Yuu?)
Seiyu: Kana Asumi
Secretaria del club de baloncesto. Amiga de la infancia de Mato. En realidad es Strength, su alterna, debido a que cambiaron cuerpos, la verdadera está luchando en el mundo de las alternas. 
Kagari Izuriha (出灰カガリ Izuriha Kagari?)
Seiyu: Eri Kitamura
Una chica que ha sido muy amiga y apegada de Yomi Takanashi desde la infancia, quien en una ocasión al despedirse la siguió sin cuidado alguno y fue atropellada por un auto, dejándola enferma física, pero sobre todo mentalmente.
Saya Irino (納野サヤ Irino Saya?)
Seiyu: Mamiko Noto
Ella es la consultora de la escuela de Mato, ¨Consultorio Amanecer¨ y una personalidad un tanto misteriosa.
Arata Kohata (小幡アラタ Arata Kohata?)
Seiyu: Manami Numakura
Ella es la asesora del equipo-club de basketball, y fuerza a Mato a participar en el equipo como una de las mejores.
Black Rock Shooter (ブラック★ロックシューター lit. Lanza Rocas Negras'?)
Seiyu: Kana Hanazawa
Es el personaje principal y alterna de Mato. Esta vive en un mundo alterno al de Mato Kuroi, lucha contra los personajes en este mundo para matarlos y liberar a sus alternos en la Tierra de sus malas emociones, lo que indica su llama azul en el ojo izquierdo. Pelea con un arma llamada Rock Cannon, que puede disparar hasta 20 balas por segundo. Al final del Anime, con los colores que aparecieron por la ruptura temporal de la brecha entre los mundos, el arma se volvió mucho más poderosa, capaz de matar a sus oponentes con relativo poco esfuerzo. Mide 163 cm.
Dead Master (デッドマスター lit. Ama Muerta?)
Seiyu: Miyuki Sawashiro
Alterna de Yomi. Lucha con una guadaña llamada "Dead Scythe". En el anime lleva gafas al igual que Yomi.
Black Gold Saw (ブラックゴールドソー lit. Sierra de Oro Negro?)
Alterna de Saya. Tiene la apariencia de una chica con ojos rojos y pelo largo y negro.
Strength (ストレングス lit. Fuerza?)
Alterna de Yuu. Observa de lejos las batallas de Black Rock Shooter y Dead Master. Tiene una cola robótica y sus brazos son mecánicos.
Chariot (チャリオット lit. Carruaje?)
Alterna de Kagari, tiene ruedas veloces en vez de piernas, haciendo referencia la silla de ruedas que usa Kagari.
"Hooded figures (Figuras encapuchadas)
Alternas de Arata Kohata. No parece que tengan ni poder ni relevancia en la serie, pues se ven como simples figuras débiles y vulnerables frente a las demás alternas. No pelean.

## Media

### Canción
El origen de Black Rock Shooter se encuentra en la ilustración de un personaje original llamado "Black Rock Shooter" que el artista Huke dibujó, y luego posteó en la comunidad en línea de artistas Pixiv el 26 de diciembre de 2007. Ryo, de la banda Supercell se inspiró por la ilustración y creó la canción "Black Rock Shooter" basada en el personaje. Huke se unió a Supercell y creó las ilustraciones usadas en el vídeo musical de la canción, la cual se posteó en Nico Nico Douga el 13 de julio de 2008. En agosto de 2009, el vídeo tenía sobre 2,2 millones de visitas. "Black Rock Shooter" contiene la voz del sintetizador de Vocaloid Hatsune Miku.

### Anime
Una original video animation (OVA) basada en "Black Rock Shooter" y su vídeo musical, producida por el estudio de Yutaka Yamamoto Ordet y dirigida por Shinobu Yoshioka, se anunció el 22 de agosto de 2009. Nagaru Tanigawa y Shinobu Yoshioka se encargaron de la historia. Ryo compuso la banda sonora y el tema de cierre, "Braveheart", interpretado por The Gomband.
Una "Edición Piloto" del anime salió en DVD y Blu-ray Disc (BD) el 30 de septiembre de 2009, por Good Smile Company. El piloto contenía tres cortos animados mostrando las mismas escenas del anime mientras se escuchaban diferentes versiones de la canción "Black Rock Shooter". El primer vídeo usa la versión instrumental de la canción original, el segundo vídeo usa el remix "2M Mix" de la canción, el cual está hecho usando a Hatsune Miku Append y el tercer vídeo usa la versión instrumental de "2M Mix". El DVD/BD también vino incluido con un libreto con imágenes y un CD con las versiones vocales e instrumentales de "2M Mix".
La versión completa de 50 minutos de Black Rock Shooter está subtitulada en siete idiomas, y salió en un DVD gratis incluido en la revista Hobby Japan el 25 de julio de 2010. La OVA también vino incluida en la revista Megami Magazine, publicada por Gakken, el 30 de julio de 2010 y en la revista Animedia el 10 de agosto de 2010. Con la OVA están incluidas una figura Figma y Nendoroid de Black Rock Shooter. 
Se lanzó una versión comercial el 17 de diciembre de 2010 en ediciones especiales (BD+DVD) y regulares (BD). Ambas ediciones contienen un corto de 30 segundos stop motion con un remix de fondo de la canción "Black Rock Shooter" realizado por Joe Hahn, el DJ de Linkin Park, así como un vídeo making-of.
En agosto de 2011, un comercial de televisión anunció que Ordet estaba produciendo un anime que se emitiría en enero de 2012, que se retrasaría hasta el 2 de febrero y se transmitirá en el espacio televisivo noitaminA, en la cadena Fuji TV. El productor Kōji Yamamoto y el creador Huke confirmaron la notícia en su Twitter. Yutaka Yamamoto anunció que no estaba involucrado en el proyecto.
El anime de Black Rock Shooter toma un muy camino diferente al del OVA. Los diseños cambian moderadamente, pero los personajes que cambian radicalmente son Dead Master y Yomi Takanashi. También cambian por completo los uniformes escolares y se hace referencia a un cuento de un pequeño pajarito de todos los colores. En el anime se integra nuevos personajes principales: Kagari Izuriha, que es la mejor amiga Yomi, y Saya Irino, la consejera de la escuela. La personalidad de los personajes no cambian en relación con el OVA, a excepción de Yomi, que se volvió un personaje más serio y siniestro. Yomi y Mato se conocen de formas distintas, Yuu ya era amiga de Mato y las historias se entralazan de una forma completamente distinta, además de que se hace mayor énfasis en Yuu. Conforme el anime avanza los 2 mundos se van relacionando hasta el punto en el que Mato se ve forzada a viajar a este con ayuda de Yuu y se desenvuelve una batalla con el protagonismo de Black Rock Shooter.

#### Lista de episodios
| Núm. | Título | Fecha de Emisión      |
| ---- | --- | --------------------- |
| OVA  | "Black★Rock Shooter" "Burakku★Rokku Shūtā" (ブラック★ロックシューター)                                                      | 24 de julio de 2010   |
| 1    | "¿Qué tanto más tengo que gritar?" "Ato Dore Dake Sakebeba Ii no Darō" (あとどれだけ叫べばいいのだろう)                     | 2 de febrero de 2012  |
| 2    | "El amanecer envuelve el cielo" "Yoake o Idaku Sora" (夜明けを抱く空)                                                       | 9 de febrero de 2012  |
| 3    | "Las lágrimas que contuve amenazan con extenderse" "Koraeta Namida ga Afuresou na no" (こらえた涙があふれそうなの)          | 16 de febrero de 2012 |
| 4    | "El mundo que alguna vez soñé se acerca" "Itsuka Yumemita Sekai ga Tojiru" (いつか夢見た世界が閉じる)                       | 23 de febrero de 2012 |
| 5    | "Black★Rock Shooter" "Burakku★Rokku Shūtā" (ブラック★ロックシューター)                                                      | 1 de marzo de 2012    |
| 6    | "Esperanza del momento donde no haya ninguna" "Aru Hazu mo Nai Ano Toki no Kibō" (あるはずもないあの時の希望)               | 8 de marzo de 2012    |
| 7    | "Pide un deseo a la estrella fugaz que va a través de la oscuridad" "Yami o Kakeru Hoshi ni Negai o" (闇を駆ける星に願いを) | 15 de marzo de 2012   |
| 8    | "Vamos más allá de este mundo" "Sekai o Koete" (世界を超えて)                                                               | 22 de marzo de 2012   |

### Videojuegos

#### Black★Rock Shooter: The Game
Un videojuego de rol, llamado Black Rock Shooter: The Game (ブラック★ロックシューター THE GAME?), fue desarrollado por Imageepoch para la consola PlayStation Portable y salió a la venta el 25 de agosto de 2011. Localizado en un universo diferente del de la OVA, contiene escenas animadas por el estudio Ufotable.
El tema de apertura del juego es "No Scared", por One Ok Rock. La edición limitada "Premium Box" del juego salió con una figurita Figma del antagonista del juego, White Rock Shooter, un artbook y un CD con música del juego. El juego se publicó en Norteamérica y Europa por NIS America. Saliendo a la venta el 23 de abril de 2013 en América y el 24 de abril en Europa, aunque no todos los países (como México o Canadá) podrán acceder a ella.

#### Puchitto★Rock Shooter
Una juego de navegador, Puchitto★Rock Shooter (ぷちっと★ロックシューター Puchitto Rokku Shūtā?, llamado a veces Pettite Rock Shooter) se lanzó en Nico Nico Douga el 9 de marzo de 2011. El jugador empieza con el avatar de Black Rock Shooter, pero se puede cambiar a voluntad. El juego contiene ilustraciones del artista CHAN×CO.

#### Otros
Varios elementos de Black Rock Shooter son disponibles para la PlayStation Home japonesa. Los personajes de Black Rock Shooter aparecerán en el juego de PSP Nendoroid Generation, producido por Namco Bandai, Good Smile Company y Banpresto, basado en las series de figuritas Nendoroid.

### Manga

#### Black Rock-chan
Un manga de estilo Yonkoma llamado Black Rock-chan (ぶらっくろっくちゃん Burakku Rokku-chan?), ilustrado por Ringo, empezó su serialización en la edición de abril de 2011 de la revista de Kadokawa Shoten 4-Koma Nano Ace, puesta a la venta el 9 de marzo de 2011. La serie contiene versiones super deformed de Black Rock Shooter y Dead Master, llamados respectivamente Rock-chan y De-chan.

#### Black★Rock Shooter: Innocent Soul
Otro manga, realizado por Sanami Suzuki, llamado Black Rock Shooter: Innocent Soul (ブラック★ロックシューター -イノセントソウル- Burakku Rokku Shūtā: Inosento Souru?)  empezó su serialización en la edición de julio de 2011 de la revista de Kadokawa Shoten de Young Ace, vendida el 4 de junio de 2011. La historia ocurre en Hazama, un mundo entre el cielo y la tierra donde las almas impuras que no pudieron ascender al cielo se encuentran en constante batalla.

## Merchandising
| Figuras a escala 1/8                                        |                                                             |                                |                                |                             |
| N.º Serie                                                   | Nombre                                                      | Lanzamiento                    | Fabricante                     | Escultor                    |
| -                                                           | Black★Rock Shooter                                          | Diciembre de 2009              | Good Smile Company             | Akeji                       |
| -                                                           | Black★Rock Shooter Black blade ver.                         | Junio de 2010                  | Good Smile Company             | Akeji                       |
| -                                                           | Black★Rock Shooter -animation version-                      | Noviembre de 2010              | Good Smile Company             | Ken Kawanishi               |
| -                                                           | Dead Master -original version-                              | Noviembre de 2010              | Good Smile Company             | Hiro                        |
| -                                                           | Dead Master -animation version-                             | Abril de 2011                  | Good Smile Company             | Ken Kawanishi               |
| -                                                           | Black Gold Saw -animation version-                          | Junio de 2011                  | Good Smile Company             | Ken Kawanishi               |
| -                                                           | Strength -animation version-                                | Septiembre de 2011             | Good Smile Company             | Ken Kawanishi               |
| Nendoroid                                                   |                                                             |                                |                                |                             |
| NO.106                                                      | Black★Rock Shooter                                          | Agosto de 2010                 | Good Smile Company             | Abe Masato                  |
| NO.128                                                      | Dead Master                                                 | Diciembre de 2010              | Good Smile Company             | JUN                         |
| NO.145                                                      | Black Gold Saw                                              | Abril de 2011                  | Good Smile Company             | Maruhige                    |
| NO.166                                                      | Strength                                                    | Julio de 2011                  | Good Smile Company             | JUN                         |
| NO.180                                                      | Puchitto Rock Shooter Support Ver.                          | Octubre de 2011                | Good Smile Company             | Nendoron                    |
| Nendoroid Plus Plushie                                      |                                                             |                                |                                |                             |
| Series 17                                                   | Black★Rock Shooter                                          | Octubre de 2010                | Gift/Good Smile Company        | -                           |
| Series 36                                                   | Dead Master                                                 | Mayo de 2011                   | Gift/Good Smile Company        | -                           |
| Nendoroid Petite Series                                     |                                                             |                                |                                |                             |
| -                                                           | Mato & Yomi Set                                             | Febrero de 2011 (Ed. limitada) | Good Smile Company             | Udono Kazuyoshi             |
| Figma                                                       |                                                             |                                |                                |                             |
| SP-012                                                      | Black★Rock Shooter                                          | Agosto de 2010                 | MAX FACTORY/Good Smile Company | Masaki Asai                 |
| SP-013                                                      | Dead Master                                                 | Octubre de 2010                | MAX FACTORY/Good Smile Company | Masaki Asai                 |
| EX 006                                                      | Mato Kuroi School Uniform ver.                              | Febrero de 2011 (Ed. limitada) | MAX FACTORY/Good Smile Company | Masaki Asai                 |
| SP-017                                                      | Black Gold Saw                                              | Marzo de 2011                  | MAX FACTORY/Good Smile Company | Masaki Asai                 |
| SP-034                                                      | Yomi Takanashi School Uniform ver.                          | Julio de 2011                  | MAX FACTORY/Good Smile Company | Masaki Asai                 |
| SP-018                                                      | Strength                                                    | Agosto de 2011                 | MAX FACTORY/Good Smile Company | Masaki Asai                 |
| SP-033                                                      | WRS                                                         | 2011                           | MAX FACTORY/Good Smile Company | Masaki Asai                 |
| NO.116                                                      | BRS2035                                                     | Diciembre de 2011              | MAX FACTORY/Good Smile Company | Masaki Asai                 |
| Metal Charm                                                 |                                                             |                                |                                |                             |
| Nombre                                                      | Nombre                                                      | Lanzamiento                    | Fabricante                     | Fabricante                  |
| Black★Rock Shooter Metal Charm Collection 01 "★Rock Cannon" | Black★Rock Shooter Metal Charm Collection 01 "★Rock Cannon" | Julio de 2010                  | Good Smile Company             | Good Smile Company          |
| Black★Rock Shooter Metal Charm Collection 02 "Dead Scythe"  | Black★Rock Shooter Metal Charm Collection 02 "Dead Scythe"  | Noviembre de 2010              | Good Smile Company             | Good Smile Company          |
| Black★Rock Shooter Silver Necklace (Star/Skull)             | Black★Rock Shooter Silver Necklace (Star/Skull)             | Enero de 2011                  | dicokick/Good Smile Company    | dicokick/Good Smile Company |
| Black★Rock Shooter Metal Charm Collection 03 "King Saw"     | Black★Rock Shooter Metal Charm Collection 03 "King Saw"     | Abril de 2011                  | Good Smile Company             | Good Smile Company          |
| Juego de cartas coleccionables (TCG)                        |                                                             |                                |                                |                             |
| Weiβ Schwarz Extra Booster: Black ★ Rock Shooter            | Weiβ Schwarz Extra Booster: Black ★ Rock Shooter            | Invierno de 2010               | Bushiroad                      | Bushiroad                   |
| Libros                                                      |                                                             |                                |                                |                             |
| Nombre                                                      | Nombre                                                      | Lanzamiento                    | Editorial                      | ISBN                        |
| Black★Rock Shooter Phenomenon                               | Black★Rock Shooter Phenomenon                               | 14 de diciembre de 2010        | Hobby Japan                    | ISBN 978-4-7986-0161-8      |
| CD                                                          |                                                             |                                |                                |                             |
| Nombre                                                      | Nombre                                                      | Lanzamiento                    | Discográfica                   | Discográfica                |
| Black★Rock Shooter Animation; Original Soundtrack & Remixes | Black★Rock Shooter Animation; Original Soundtrack & Remixes | 29-31 de diciembre de 2010     | TamStar Records                | TamStar Records             |

1. 1 2  Vendida en el Winter Wonder Festival 2011.
2. ↑  Vendido en el Comiket 79 en versión limitada.